# 納維達德 (智利)
33°57′S 71°50′W / 33.950°S 71.833°W

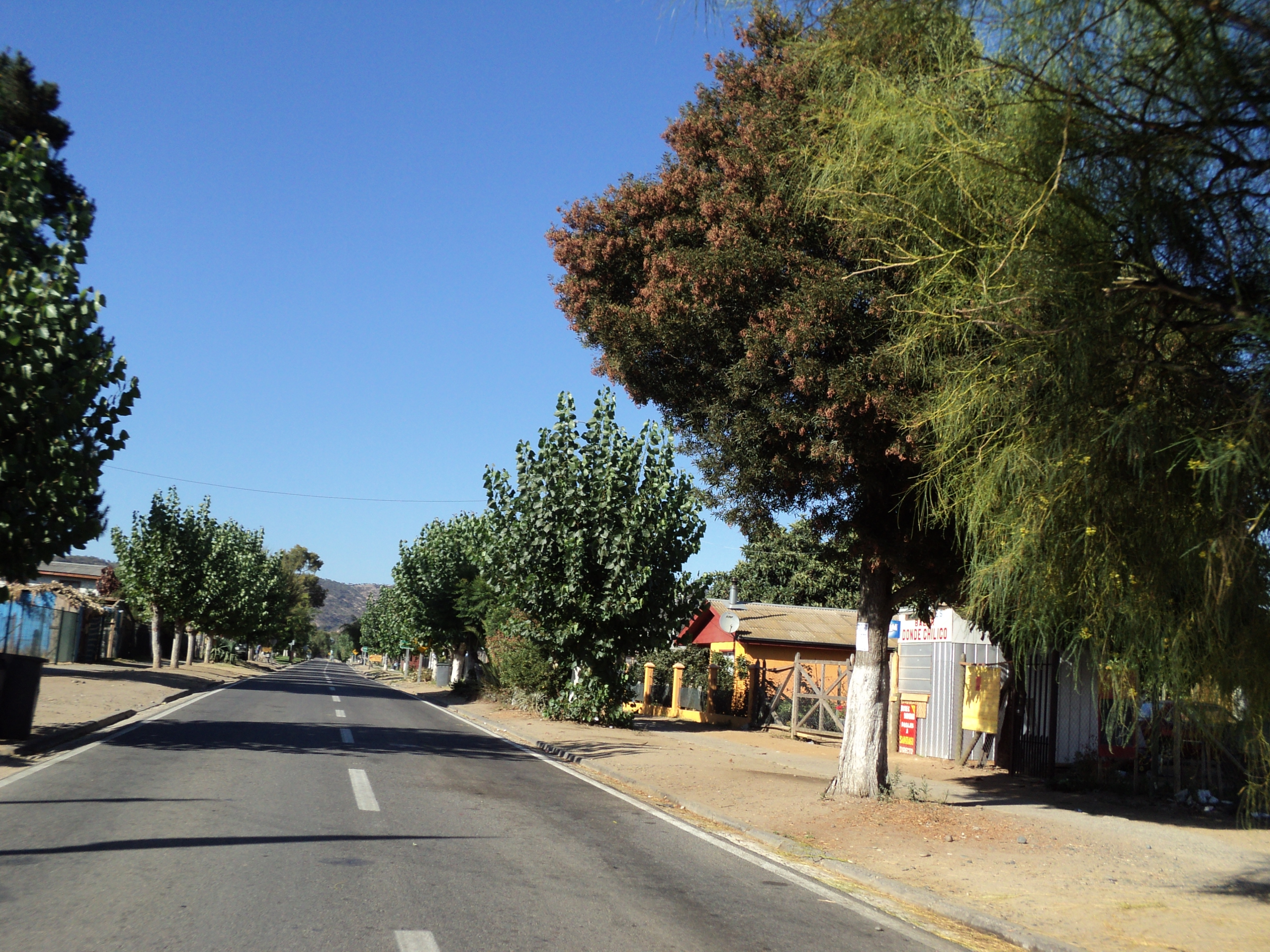

納維達德（西班牙語：Navidad），是智利的城鎮，位於該國中部奧伊金斯將軍解放者大區的卡德納爾卡羅省，面積300.4平方公里，海拔高度24米，2012年人口5,324人，人口密度每平方公里18人。